# Anahita

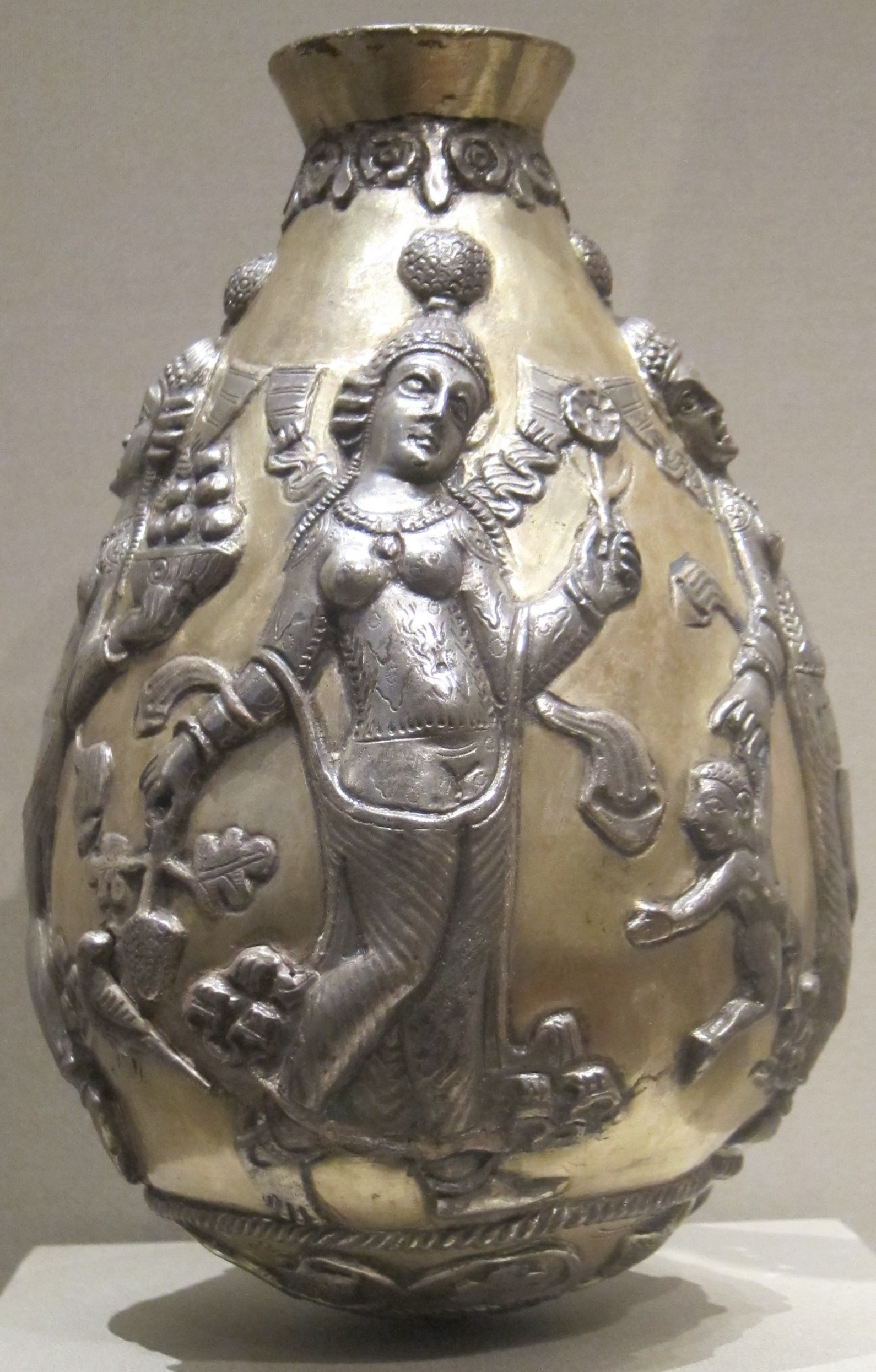
Anahita représentée sur un vase, art sassanide, Iran, musée d'art de Cleveland, États-Unis.

Anahita (en persan : آناهیتا), ou Nahid (en persan : ناهید, immaculée, non polluée) en persan moderne, est une ancienne divinité perse. Le culte de cette déesse a atteint son apogée en Iran. Comme l'a démontré Georges Dumézil, elle correspond à la déesse-rivière indienne Sarasvatî. En effet, son rôle comme déesse de l'eau ou des rivières est attesté, ainsi que son rôle comme nourrice des cultures et du bétail, rôle qu'elle partage avec Sarasvatī.

## Présentation
Anahita n'est pas citée dans les premiers chapitres de l’Avesta ; son culte aurait été en contradiction avec la volonté monothéiste du zoroastrisme tel qu'il est présenté dans les Gathas. Il a fallu attendre la période avestique pour que des prêtres permettent le culte de la déesse. Le Ve chapitre (Yasht) de l’Avesta, l'Hymne aux Eaux, invoque Anahita sous le nom de « Anahita celle qui hait les Daevas et obéit aux lois d'Ahura ». Le persan moderne a retenu la forme Nahid, utilisée entre autres pour nommer la planète Vénus.
Le culte d'Anahita était très populaire en Perse lors de la période Achéménide, le roi Artaxerxes II (404-359) l'ayant invoqué dans des inscriptions avec Ahura Mazda et Mithra. Durant la période hellénistique, Anahita a été associée au culte de Mithra. Le Temple d'Anahita à Kangavar en Iran est l'un des plus importants temples dédiés à la déesse.

## Autres noms: Anaïtis et autres identifications
Les historiens grecs et romains de l'Antiquité classique l'appellent soit Anaïtis, soit l'identifient à l'une des divinités de leurs propres panthéons. Ainsi, Hérodote a noté que les Perses sacrifiaient à « Thétis » au cap Sepias. Par le processus d'interprétatio graeca, Hérodote identifie la déesse de la mer d'une autre culture comme la « Thétis » hellénique familière. Cette déesse identifiée était probablement Anahita.
On peut aussi rapprocher Anahita de la déesse sémitique Ishtar[réf. nécessaire].

## Hommage
L'astéroïde (270) Anahita porte son nom.
Anahita est l'une des 1 038 femmes dont le nom figure sur le socle de l'œuvre contemporaine The Dinner Party de Judy Chicago. Elle y est associée à la déesse Ishtar, troisième convive de l'aile I de la table.